# Irish League 1903/1904
Čtrnáctý ročník Irish League (1. irské fotbalové ligy) se konal za účasti osmy klubů. Titul získal již posedmé v klubové historii Linfield FC.